# Tyna Barinaga
Tyna Barinaga (posteriormente Tony Barinaga), fue una jugadora de bádminton de los Estados Unidos nacida en 1946 que ganó títulos nacionales e internacionales a partir de mediados de los años 60, y hasta principios de los años 70. 
En 1964, Tyna Barinaga y Caroline Jensen (Hein) se convirtieron en la primera pareja femenina juvenil en lograr ganar la categoría de dobles del Campeonato Nacional Abierto de Bádminton de los Estados Unidos (US Open). También ganaron la rama de dobles femenina del Campeonato Nacional Abierto del Canadá en 1965.
En 1965, de pareja de Helen Tibbets, Tyna Barinaga se coronó en la categoría de dobles del Campeonato Nacional Abierto de México.
En 1966, Tyna Barinaga logró ganar la categoría de dobles mixtos del US Open, mientras que en 1968, obtuvo los títulos de singles y dobles.Su última temporada fue quizás la más exitosa (1969-1970), pues, además de lograr varios títulos en el Reino Unido, conquistó las tres categorías de singles, dobles y mixtos en el Campeonato Nacional de Bádminton de los Estados Unidos y el de singles del Campeonato Nacional Abierto del Canadá.
Tyna Barinaga también fue tres veces miembro del equipo norteamericano que compitió en la Uber Cup (en 1963, 1966 y 1969), por lo tanto, fue parte del equipo que, en 1963, retuvo el campeonato de mundial de las mujeres.
Tyna Barinaga fue inducida al Salón de la Fama del Bádminton de los EE. UU. (Paseo de Fama) en 2003.